# فينسنت دونوفريو
فينسنت فيليب دونوفريو (بالإنجليزية: Vincent Philip D'Onofrio) هو ممثل ومنتج ومغني أمريكي من أصل إيطالي من مواليد 30 يونيو 1959 في حي بروكلين بولاية نيويورك الأمريكية.
درس التمثيل في استديو ومسرح ستانيسلافسكي، نال بعدها أول ظهور له على خشبة المسرح عام 1984، ثم أتبعها بالعديد من المسرحيات الأخرى، في حين كان ظهوره الحقيقي سينمائيا في فيلمي فل ميتال جاكيت عام 1987 وMystic Pizza إلى جانب النجمة جوليا روبرتس عام 1988، ثمّ قدّم بعدها عشرات الأعمال المتنوعة، وصلت إلى 93 بطولة، أبرزها مشاركته مع النجمين ويل سميث وتومي لي جونز بطولة الفيلم الشهير Men In Black عام 1997، ثمّ الفيلم الناجح عالم جوراسي، رابع أكثر الأفلام نجاحاً تجارياً في تاريخ السينما بإيرادات تخطّت مليار وستّمائة وسبعين مليون دولار أمريكي عام 2015، ثمّ أخيراً فيلم السبعة الرائعون عام 2016.

## وصلات خارجية
- فينسنت دونوفريو على موقع IMDb (الإنجليزية)
- فينسنت دونوفريو على موقع ميتاكريتيك (الإنجليزية)
- فينسنت دونوفريو على موقع روتن توميتوز (الإنجليزية)
- فينسنت دونوفريو على موقع قاعدة بيانات الأفلام العربية
- فينسنت دونوفريو على موقع ألو سيني (الفرنسية)
- فينسنت دونوفريو على موقع تيرنر كلاسيك موفيز (الإنجليزية)
- فينسنت دونوفريو على موقع أول موفي (الإنجليزية)
- فينسنت دونوفريو على موقع قاعدة بيانات برودواي على الإنترنت (الإنجليزية)
- فينسنت دونوفريو على موقع قاعدة بيانات الأفلام السويدية (السويدية)
- فينسنت دونوفريو على موقع إن إن دي بي (الإنجليزية)